# Лукнів
Лукнів (до 2014 року Лукнове) —  село в Україні, у Коропській селищній громаді Новгород-Сіверського району Чернігівської області. Населення становить 445 осіб. До 2016 у складі Лукнівської сільської ради. Від 2016 орган місцевого самоврядування — Коропська селищна рада.

## Місцевості села
Кутки – Майдан, Бецарина, Костирківщина, Хомина; Урочища – Финенковщина, Купрієве, Верещаківка, Стовпня; Поля – За Алтинівською Дорогою, За Кальком, За Махтекою, По Райгородській Дорозі, Мелешкове, Панське, За Акацією, За Поповим, Купрієве, За Михайленковим, Вишка, Ступакове; Озера – Попове, Драгель, Михайленкове.

## Символіка
На гербі зображені три лука з ненатянутою тятивою та 1 стріла яка йде на всі три лука. Три лука вказують на назву села (герб є промовистим) а також говорять про згуртованість селян, готовність працювати разом заради досягнення спільної мети (1 стріла на всіх). Три лука і кольорова гама також є відсилкою до герба Швеції (три корони) і до подій часів Північної війни, коли місцеві мешканці зустрічали шведські війська хлібом-сіллю.

## Історія
Село Лукнів, на думку О. Лазаревського, належало до дуже старих поселень. За присяжними книгами 1654 р. воно не згадується, але те що воно в той час вже існувало видно із свідчень лукнівського священика про розорення села у 1661 р. татарами.
6 листопада 1708 р. в селі знаходилися шведський король Карл XII і гетьман Іван Мазепа. Тут вони дізналися про захоплення Батурина російськими військами. Тоді ж у селі перебував словацький гуманіст і мемуарист Даніел Крман.
Згідно опису Новгородсіверського намісництва (1779-1781) в селі немає ніякої річки тільки колодці. Село знаходиться на трактовій дорозі з Коропа в Кролевець і Глухів. В селі є дерев'яна церква.
12 червня 2020 року, відповідно до розпорядження Кабінету Міністрів України № 730-р «Про визначення адміністративних центрів та затвердження територій територіальних громад Чернігівської області», увійшло до складу Коропської селищної громади.
19 липня 2020 року, в результаті адміністративно-територіальної реформи та ліквідації Коропського району, увійшло до складу Новгород-Сіверського району Чернігівської області.

## Археологія
Поселення київської культури – в одному кілометрів на південний захід від заводу на західній околиці села (за один кілометр на північний схід від західної околиці села) в центральній частині вузького мису першої надзаплавної тераси лівого берега ріки Коропець. Площа – 1,1 гектарів, висота мису – 1,5 метрів над рівнем заплави. Культурний шар перекритий тонким шаром торфу. Кераміка знайдена в дренажних канавах, площа 0,1 гектара.

## Цікаві факти
В селі Лукнів мешканці зустріли гетьмана Івана Мазепу і короля Карла XII з хлібом і сіллю, подали мед. Король був здивований звичаєві, ламав хліб, куштував дарунки селян.

## Відомі люди
Грищенко Станіслав Валерійович — український військовик, учасник російсько-української війни.

## Галерея

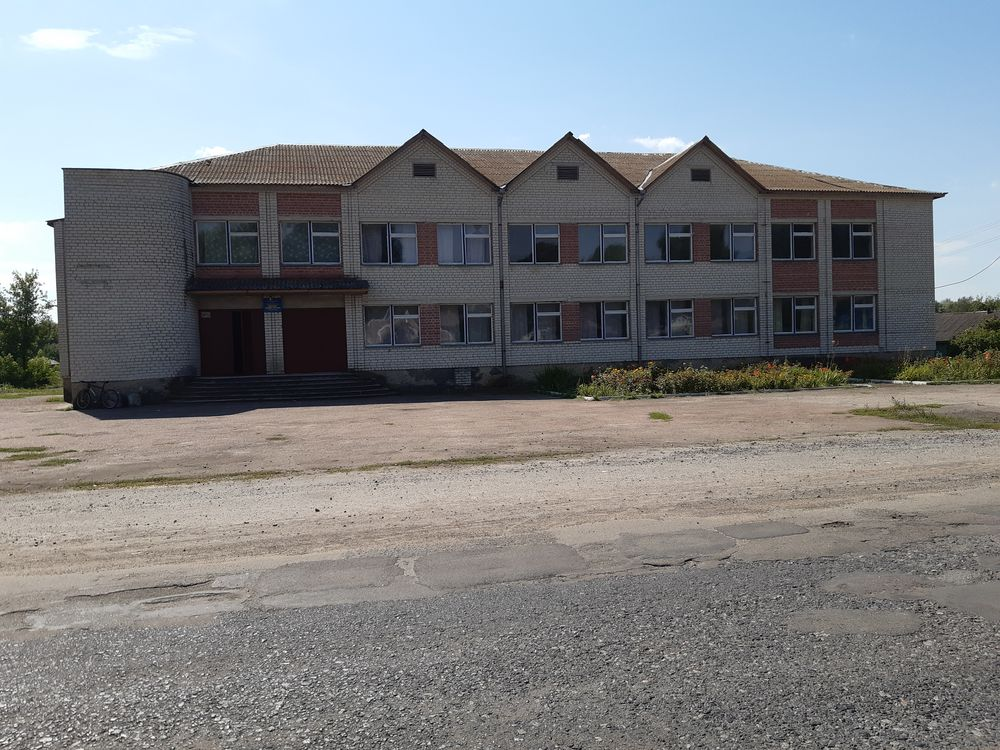
БУДИНОК КУЛЬТУРИ
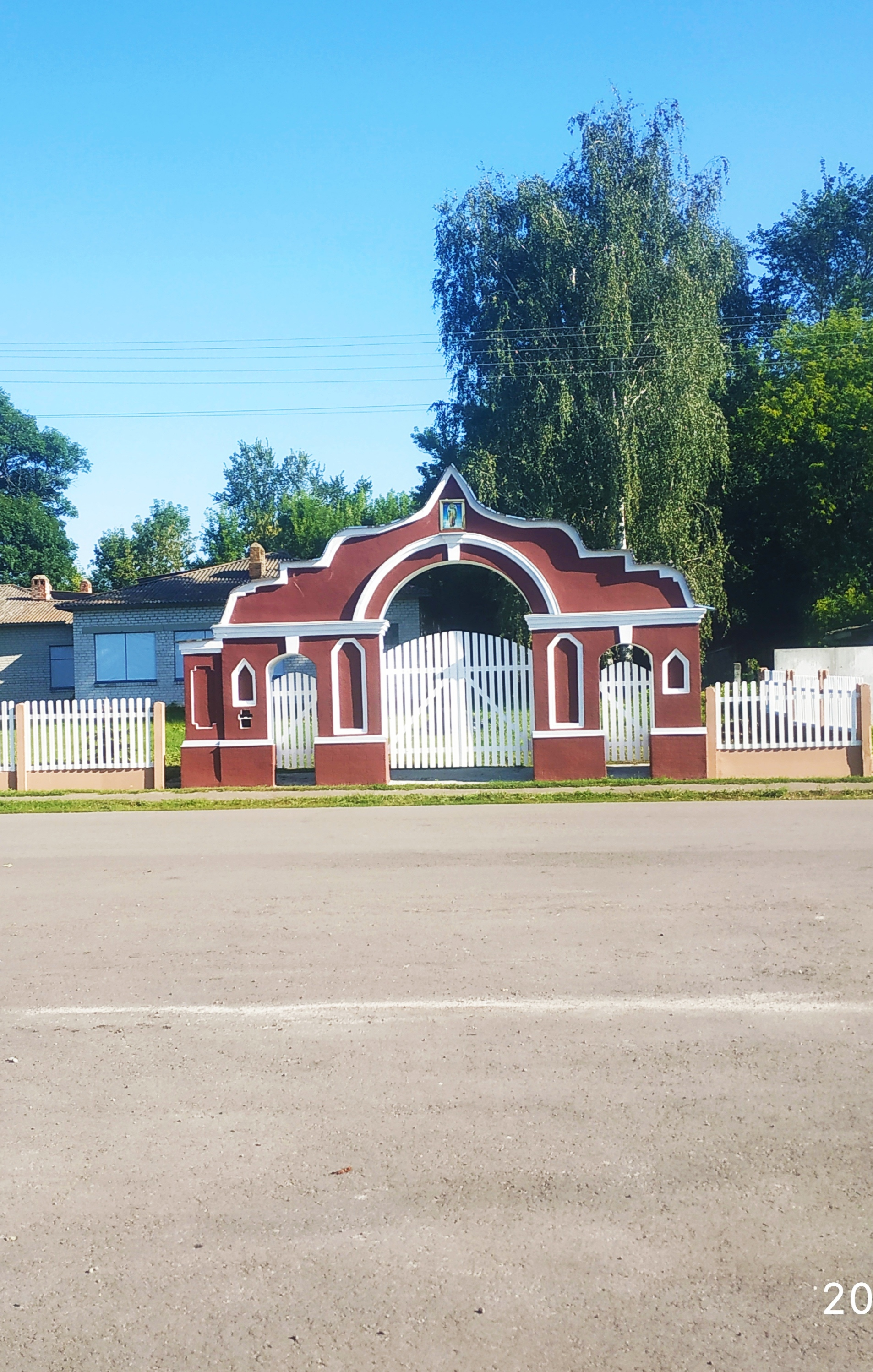
АРКА
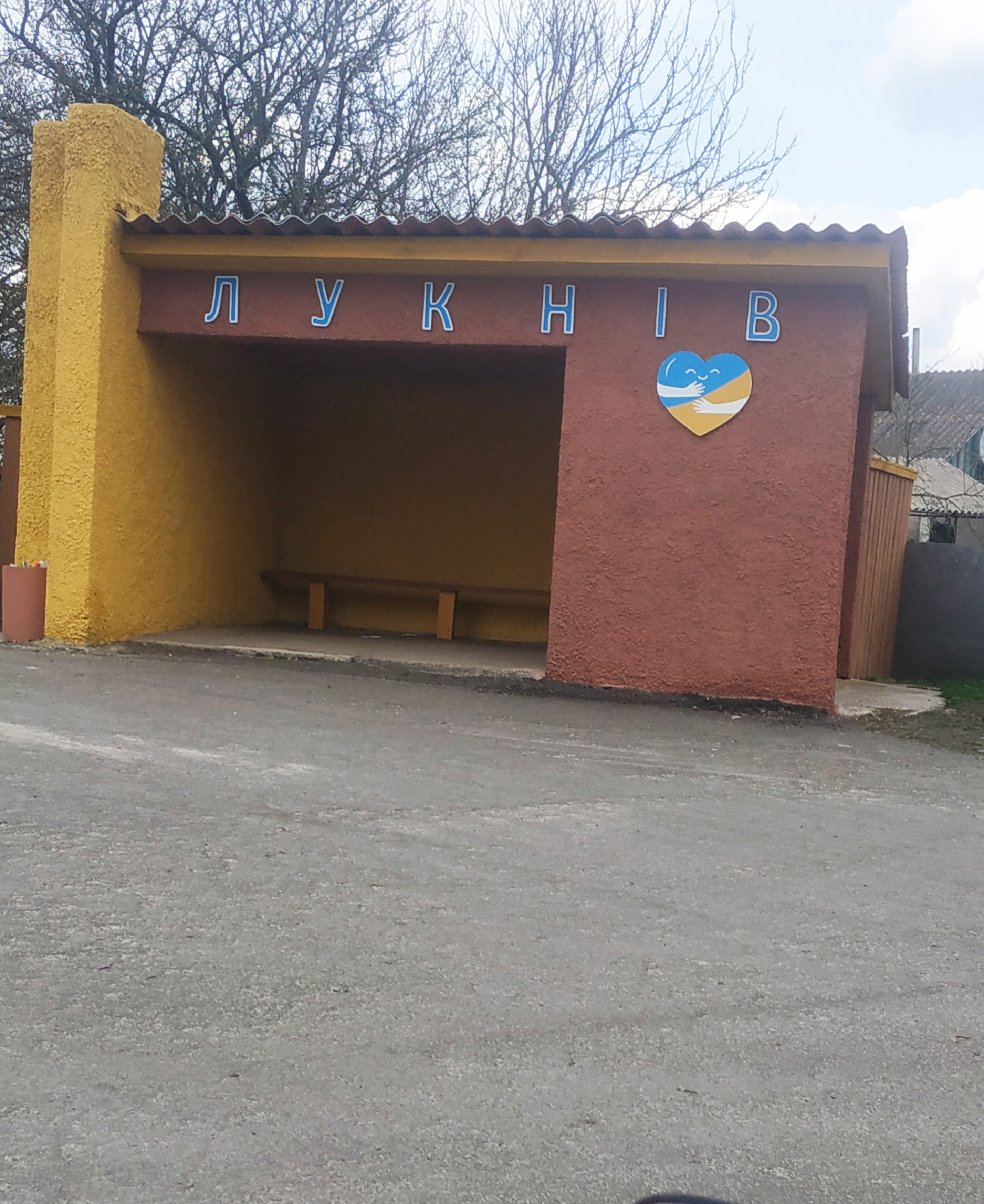
ЗУПИНКА
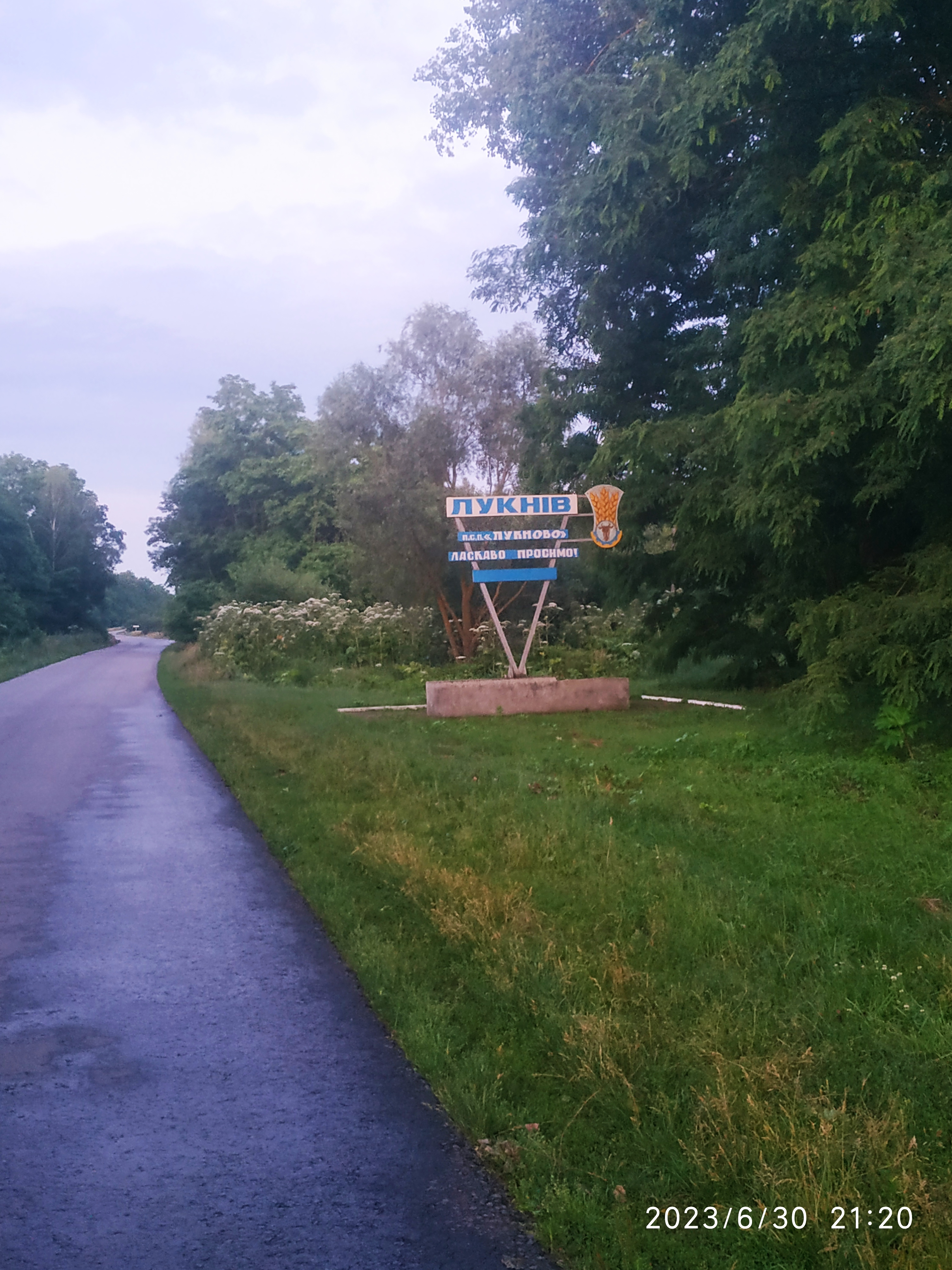
В'їзд зі сторони с.Вільне